# Days of the New
Days of the New was een Amerikaanse alternatieve rockband, opgericht in 1995. De band bestond uit zanger / gitarist Travis Meeks en diverse ondersteunende muzikanten, waaronder Nicole Scherzinger. Ze zijn vooral bekend van de hitsingle Touch, Peel and Stand. Ook The Down Town, Shelf in the Room, en Enemy waren  in de Verenigde Staten aardig succesvol.
Op 3 maart 2021 heeft Days of the New een nieuw album uitgebracht genaamd The Gift.

## Bezetting

### Originele bezetting
- Travis Meeks - gitaar & zang (1995 - 2014)
- Matt Taul - drums (1995 - 1999, 2014)
- Jesse Vest - basgitaar (1995 - 1999, 2014)
- Todd Whitener - gitaar (1995 - 1999, 2014)

### Overige muzikenten
| - Damon Fountain - drums, gitaar & achtergrondzang (1998 - 2001) - Kimmet Cantwell - toetsen (1999 - 2001) - Doug Florio - gitaar (1999 - 2001, overleden 2018) - Ray Rizzo - drums & percussie (1999 - 2008) - Nicole Scherzinger - achtergrondzang (1999 - 2000) - Brian Vinson - basgitaar (1999 - 2000, 2007 - 2010) - Craig Wagner - gitaar (1999 - 2000) - Michael Huettig - basgitaar (2000 - 2002) - Shane Vetter - gitaar (2000) - Michael Anthony King - gitaar & achtergrondzang (2001 - 2003, 2007 - 2009, 2014) - Chuck Mingis - gitaar (2001 - 2003) - Paul Culligan - drums (2004 - 2012, 2014) | - Karen Rambat - fluitist (2004 - 2006) - Malcolm Gold - basgitaar (2007 - 2009, 2012) - Rachael Beaver - cello & achtergrondzang (2008) - Taylor James - gitaar (2008) - Brigid Kaelin - accordeon & achtergrondzang (2008) - Rob Edwards - drums (2009 - 2010) - Charlie Colin - basgitaar (2010, 2014) - Geddy Friedman - drums (2010) - Dave Neill - basgitaar (2010, 2012) - Mike Starr - basgitaar (2010 - 2011, overleden 2011) - Billy Youngblood - basgitaar (2010) - Jason Fresta - basgitaar (2011 - 2014) |

## Discografie

### Albums
Tussen haakjes totaal aantal weken in de lijst
| Titel                                      | Jaar | Charts           | Charts          | Charts           | Opmerkingen               |
| Titel                                      | Jaar | NL Album Top 100 | VL Ultratop 200 | VS Billboard 200 | Opmerkingen               |
| ------------------------------------------ | ---- | ---------------- | --------------- | ---------------- | ------------------------- |
| Days of the New (Yellow)                   | 1997 | -                | -               | 54               | VS: Platina               |
| Days of the New (Green)                    | 1999 | -                | -               | 40               | -                         |
| Days of the New (Red)                      | 2001 | -                | -               | 91               | -                         |
| Days of the New: Live Bootleg              | 2004 | -                | -               | -                | Livealbum                 |
| Days of the New: The Definitive Collection | 2008 | -                | -               | -                | Verzamelalbum             |
| The Gift                                   | 2021 | -                | -               | -                | Onofficieel bootleg album |
| Illusion Is Now                            | 2021 | -                | -               | -                | Bootleg album 2           |

### Singles
Tussen haakjes totaal aantal weken in de lijst
| Titel                 | Jaar | Charts    | Charts            | Charts         | VS Billboard Charts | VS Billboard Charts | VS Billboard Charts    | Opmerkingen |
| Titel                 | Jaar | NL Top 40 | NL Single Top 100 | VL Ultratop 50 | Hot 100             | Alternative Songs   | Mainstream Rock Tracks | Opmerkingen |
| --------------------- | ---- | --------- | ----------------- | -------------- | ------------------- | ------------------- | ---------------------- | ----------- |
| Touch, Peel and Stand | 1997 | -         | -                 | -              | -                   | 6                   | 1 (16wk)               | -           |
| The Down Town         | 1998 | -         | -                 | -              | -                   | 19                  | 1 (10wk)               | -           |
| Shelf in the Room     | 1998 | -         | -                 | -              | -                   | 22                  | 3                      | -           |
| Enemy                 | 1999 | -         | -                 | -              | -                   | 10                  | 2                      | -           |
| Weapon & the Wound    | 2000 | -         | -                 | -              | -                   | -                   | 10                     | -           |
| Hang on to This       | 2001 | -         | -                 | -              | -                   | -                   | 18                     | -           |
| Die Born              | 2002 | -         | -                 | -              | -                   | -                   | -                      | -           |